# Grüner Fransenlipper
Der Grüne Fransenlipper (Epalzeorhynchos frenatum, Syn.: Labeo frenatus, Labeo erythrurus), auch Zügelfransenlipper, Korallenlabeo oder Rotflossenlabeo genannt, ist ein in Südostasien heimischer Süßwasserfisch aus der Tribus der Labeonini in der Familie der Karpfenfische (Cyprinidae). Er ist ein beliebter Zierfisch.

## Merkmale
Der Grüne Fransenlipper erreicht eine Körperlänge von 15 Zentimeter TL. Sein Körper ist grünlich braun, die obere Hälfte ist unerheblich dunkler als die untere. Ein kurzer Streifen verläuft von der Schnauzenspitze bis zum oberen hinteren Rand des Kiemendeckels. An der Basis der Schwanzflosse (Caudale) befindet sich ein großer schwarzer Fleck. Rückenflosse (Dorsale), Afterflosse (Anale) und Bauchflossen (Ventrale) sind rot und etwas dämmrig schwarz überhaucht. Die Rückenflosse wird durch 10 bis 11 geteilte Weichstrahlen gestützt. Auf der Vorderseite des ersten Kiemenbogens sitzen 40 bis 45 Kiemenreusendornen.

## Verbreitung
Der Grüne Fransenlipper ist im Südosten Asiens weit verbreitet. In Thailand ist er im Mae Nam Mae Klong, Mae Nam Chao Phraya und Mekong Flussgebiet, in Laos im Mekong Einzugsgebiet und im unteren Xe Bangfai, in Kambodscha am unteren Mekong mindestens stromabwärts bis Phnom Penh und im Tonle Sap Fluss und Tonle Sap See beheimatet. Auch aus Vietnam werden Bestände des Grünen Fransenlipper gemeldet. Allerdings werden weitere Informationen über die Verbreitung benötigt. Es wird vermutet, dass die Bestände der Art in einigen Teilen ihres Verbreitungsgebietes zurückgegangen sind.

## Lebensraum und Lebensweise
Der Grüne Fransenlipper hält sich nahe jeder Art von fester Oberfläche in mittleren Wassertiefen und am Boden von Flüssen und Strömen auf. Auch in Gewässern mit sandigem Substrat ist er zu finden. Während der Flutsaison schwimmt er in überschwemmte Uferbereiche und Wälder und kehrt mit sinkendem Wasserstand in die Flüsse zurück. Die Nahrung des Grüne Fransenlippers besteht aus Algen, Aufwuchs, Phytoplankton und zum Teil aus Zooplankton.

## Nutzung
Der Grüne Fransenlipper ist ein beliebter Aquarienfisch, in den Handel kommen hauptsächlich Nachzuchten. Zusammen mit anderen kleinen Karpfenfischen wird er mit kleinem bis großem Gerät befischt.

## Forschungsgeschichte
1934 verfasste Henry W. Fowler Zoological results of the third De Schauensee Siamese Expedition, Part I.-Fishes über eine umfangreiche Sammlung von Fischen die Rodolphe Meyer de Schauensee bei seiner 3. Orient-Expedition für die Academy of Natural Sciences von Philadelphia zusammen getragen hatte. Darin erstbeschrieb er die Art unter dem wissenschaftlichen Namen Labeo frenatus. Zum Artzusatz frenatus gab er bridled – englisch für gezügelt, aufgezäumt an. Im Text schrieb er dazu: „Charakteristisch ist hauptsächlich die geringe Größe und die Färbung, bei der das schwarze, Zügel ähnliche Band von der Schnauze bis zum Auge auffällt ...“. Als Typenfundort gab er Chiang Mai, Nord Siam an.